# مانويل مارين (نحات)
مانويل مارين (بالإسبانية: Manuel Marín)‏ هو نحات إسباني، ولد في 1942 في كايزا في إسبانيا، وتوفي في 2007 في مالقة في إسبانيا.

## وصلات خارجية
- الموقع الرسمي